# جرن العدن (بعدان)

تعديل مصدري - تعديل

جرن العدن محلة تابعة لقرية المنازل، التابعة لعزلة جرانة بمديرية بعدان إحدى مديريات محافظة إب في الجمهورية اليمنية، بلغ تعداد سكانها 62 حسب تعداد اليمن لعام 2004.